# パウル・ナトルプ
パウル・ゲルハルト・ナトルプ（Paul Gerhard Natorp、1854年1月24日 - 1924年8月17日 ）は、ドイツの哲学者。マールブルク学派の創始者。

## 人物・生涯
デュッセルドルフ生まれ。マールブルク大学の教授を務めた。コーエンとともに、新カント派のマールブルク学派を形成。
科学の認識論的基礎付け、プラトン的イデア論に基く哲学、意志とイデアの陶冶による社会的教育学を説いた。
弟子にガダマー、ハルトマン、パステルナーク
またブランシュヴィックはナトルプの科学の認識論基礎付けに影響を受けた。
生前の彼の全蔵書は『ナトルプ文庫』として成城大学図書館が所蔵している。
- ナトルプの言葉:「人間は、人間的社会によってのみ人間になる」

## 著作
- Sozialpädagogik(1899)
  - 『社会的教育学』玉川大学出版部 ISBN 9784472004711
- Platos Ideenlehre (1903)
  - 『プラトンのイデア論』
- Pestalozzi : Sein Leben und Seine Ideen (1909)
  - 『ペスタロッチ──その生涯と理念』東信堂 ISBN 9784887133648
- Die logischen Grundlagen der exakten Wissenschaften (1910)
  - 『精密科学の論理的基礎』
- Philosophie : ihr Problem und ihre Probleme (1911)
  - 『哲学──問題と諸問題』
- Allgemeine Psychologie nach kritischer Methode (1912)
  - 『普遍心理学』
- Sozialidealismus (1920)
  - 『社会理想主義』明治図書出版　ISBN 9784180521159